# Great Blue Hill eruption prank

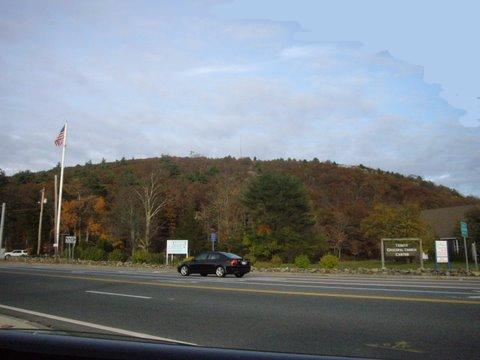
Great Blue Hill in Milton

Der Great Blue Hill eruption prank (deutsch: ‚Great-Blue-Hill-Ausbruchsstreich‘) war ein Aprilscherz, der am 1. April 1980 zu einer Massenpanik in Milton, Massachusetts führte.

## Nachrichten
In der abendlichen Nachrichtensendung um 18:00 Uhr des ehemaligen, zu RKO General gehörenden Bostoner Fernsehsenders WNAC-TV, wurde zum Ende der Sendung mit einem „News Bulletin“, einer Eilmeldung, über den vulkanischen Ausbruch des etwa 16 km südlich von Boston liegenden Great Blue Hill, der keinen vulkanischen Ursprung besitzt, berichtet. Es wurde gemeldet, dass sich Asche und Lava über anliegende Häuser in Milton ergießen würden. In dem Bericht wurde auf einen Zusammenhang mit dem zuvor erfolgten Beben und vulkanischen Aktivitäten am Mount St. Helens hingewiesen, welche seit Mitte März 1980 stattfanden und bereits zu Erd- und Eislawinen geführt hatten, die später in den Ausbruch im Mai 1980 mündeten. Weiter wurde von geologischen Störungen im ganzen Land berichtet, einschließlich Flutwellen in den Great Lakes und Vulkanausbrüchen in Massachusetts. Untermalt wurde der Bericht mit Bildern, die angeblich am Great Blue Hill aufgenommen worden waren, jedoch vom Mount St. Helens stammten und die Aktivitäten vom 27. März zeigten. Auch wurde berichtet, dass Präsident Jimmy Carter seine Besorgnis über das Ereignis zum Ausdruck gebracht habe und der Gouverneur von Massachusetts Edward J. King die Lage als „ernst“ einschätzen würde. Zum Schluss der Sendung hielt der Reporter John Henning ein Schild in die Kamera, auf dem zu lesen stand: „April Fool“.
Die Reporter der Sendung, Mary Richardson und John Henning, machten zum Ende der Sendung noch einige Scherze zu diesem Aprilscherz, doch auch ihnen waren die eigentlichen Bilder bis dahin unbekannt. Der Inhalt der Sendung war nur wenigen Mitarbeitern im Sender bekannt gewesen und Henning meinte später: „Sowohl Mary als auch ich erkannten, als wir es sahen, dass es das Ziel verfehlte. Es war nicht so, wie ein Aprilscherz hätte gemacht werden sollen. Es war zu plastisch.“

## Reaktionen
Viele der Einwohner, die die Sendung gesehen hatten, hatten den Schluss der Sendung nicht mehr abgewartet, sondern versuchten, sich sofort in Sicherheit zu bringen. Das Milton Police Department und das Massachusetts Department of Civil Defense wurden mit Anrufen überschwemmt, als die Bewohner versuchten, sichere Evakuierungsrouten zu ermitteln. Viele andere stiegen direkt in ihre Autos und verließen die Gegend.
Der Sender WNAC-TV wurde von Dutzenden verärgerten Zuschauern angerufen und entschuldigte sich in der Nachrichtensendung um 23:00 Uhr bei den Bewohnern für den aus dem Ruder gelaufenen Aprilscherz und die so ausgelöste Panik. Die Federal Communications Commission startete eine Untersuchung zu den Vorfällen. Innerhalb von 24 Stunden nach der Ausstrahlung wurde der Produzent der Sendung, Homer R. Cilley Jr. (1946–2005), vom Geschäftsführer des Senders Robert Williamson entlassen. Als Grund für die Entlassung wurde „an enormous lack of news judgment“ (deutsch: ‚ein enormer Mangel an der Beurteilung von Nachrichten‘) angegeben. Mit der Verwendung von Archivmaterial, ohne dies als solches zu kennzeichnen, wurde zudem gegen die Regeln der Federal Communications Commission und des Senders verstoßen. Cilley selbst akzeptierte das und übernahm die Verantwortung mit den Worten: „I did it, it was my responsibility, and it’s something I will have to bear alone“, (deutsch: ‚Ich habe es getan, es war meine Verantwortung und es ist etwas, das ich alleine ertragen muss‘).

## Rezeption
Am 2. April 1980 erlangten der Aprilscherz und seine Folgen durch die Titelstory in The Boston Globe nationale Bekanntheit.
In den folgenden Jahren nahmen vielfach Medien Bezug auf den Bericht über den Vulkanausbruch, der als einer der missglücktesten Aprilscherze gelistet wurde, der „dramatisch und katastrophal nach hinten losgegangen sei“. Unter anderem wurde er noch 2015 und 2016 als „berüchtigter Aprilscherz“ und „einer der lächerlichsten Nachrichtenschnitzer in der Geschichte des amerikanischen Fernsehens“ bezeichnet.